# Sylvie Robert
Pour les articles homonymes, voir Robert.
Sylvie Robert, née le 28 août 1963, est une femme politique française. Membre du Parti socialiste, elle est sénatrice d'Ille-et-Vilaine depuis le 1er octobre 2014. Après le renouvellement sénatorial de 2023, elle devient vice-présidente du Sénat.

## Biographie
Ancienne directrice des relations publiques du Théâtre national de Bretagne, Sylvie Robert adhère au PS en 1985, à l’âge de 22 ans.

## Carrière politique

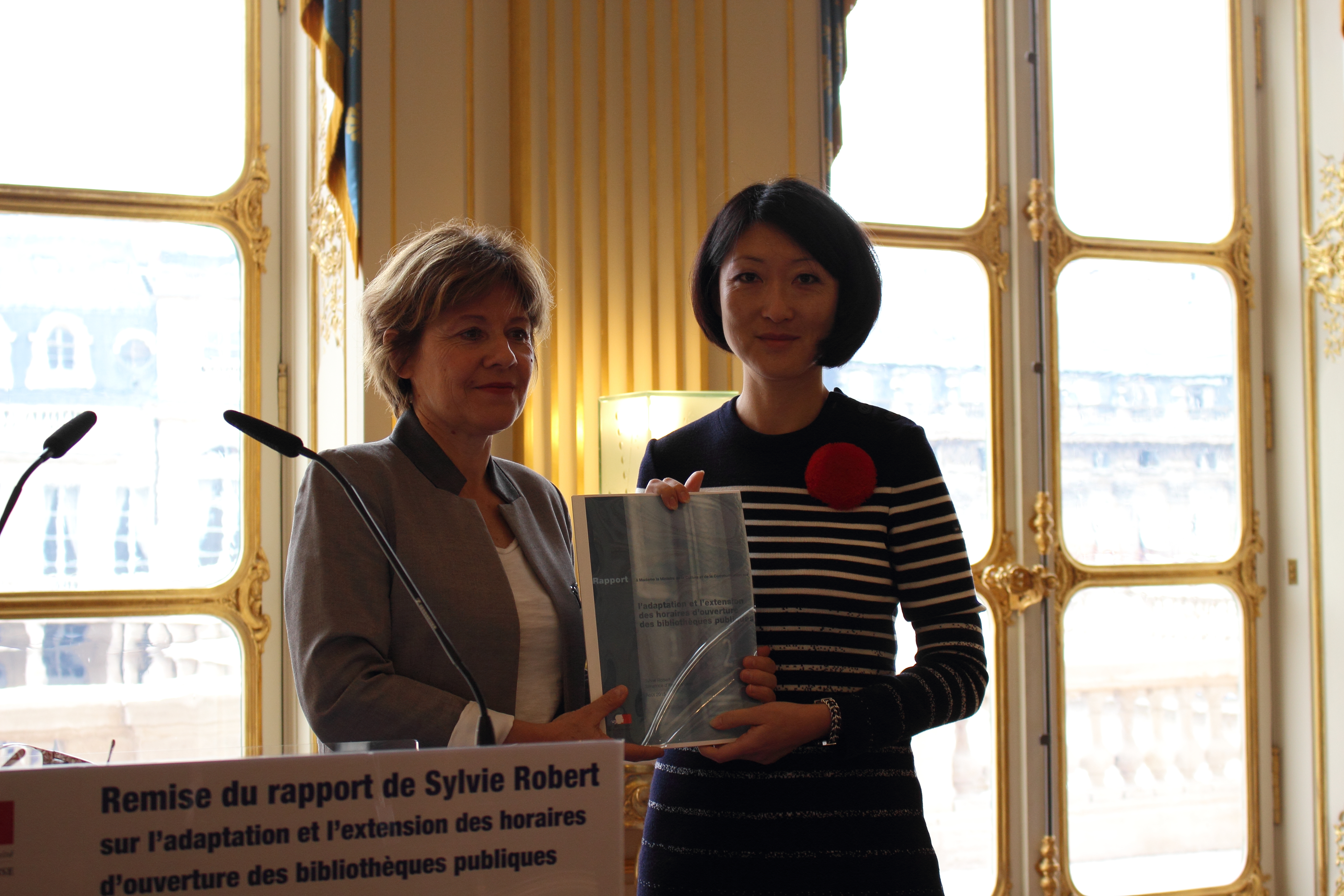
Sylvie Robert remet son rapport sur l'adaptation et l'extension des horaires d'ouverture des bibliothèques publiques à Fleur Pellerin, le 1er novembre 2015.

Élue au conseil municipal de Rennes en mars 1989, Sylvie Robert est chargée des échanges internationaux, avant d'être réélue en 1995, 2001, 2008 et 2014. Elle est adjointe au maire depuis 1995, chargée de la politique éducative jusqu'en 2001, puis de la culture jusqu'en 2014, avant de prendre la responsabilité de la communication. Elle est en outre présidente du groupe socialiste entre 2008 et 2017.
En mars 2004, elle est élue au conseil régional de Bretagne. Réélue en mars 2010, elle devient première vice-présidente de Jean-Yves Le Drian. Elle démissionne de ses fonctions à la région en octobre 2014 afin de se conformer au non-cumul de mandats.
Le 28 septembre 2014, elle est élue sénatrice d'Ille-et-Vilaine, puis réélue le 27 septembre 2020 . Le 1er novembre 2015, elle remet son rapport sur l'adaptation et l'extension des horaires d'ouverture des bibliothèques publiques à Fleur Pellerin, ministre de la Culture. 
Dans la continuité de son rapport, elle œuvre en faveur de l'augmentation du budget consacré aux bibliothèques dans le cadre du projet de loi de finances pour 2018. Proposant de l'augmenter de 5 millions d'euros, elle obtient finalement 8 millions d'euros supplémentaires, portant le budget global à 88 millions d'euros . 
Le 3 février 2021, Sylvie Robert dépose la proposition de loi relative aux bibliothèques et au développement de la lecture publique. Celle-ci vise à définir la bibliothèque au XXIe siècle et ses missions ainsi que les principes qui la régissent : la liberté d'accès, la gratuité d'accès et le pluralisme des collections. Cette consécration législative était devenue nécessaire, certaines collectivités territoriales ayant voulu rendre payant l'accès à la bibliothèque. Elle est adoptée à l'unanimité au Sénat et à l'Assemblée nationale, et promulguée le 21 décembre 2021.
En outre, depuis 2017, Sylvie Robert est rapporteure pour avis du budget alloué à la culture, sur le volet création et transmission des savoirs et démocratisation de la culture . Fervente partisane de l'éducation artistique et culturelle (EAC), elle considère le pass culture comme une mesure pertinente à la stricte condition qu'il soit l'aboutissement d'un parcours complet d'EAC à l'école, ce qui implique d'octroyer plus de moyens aux collèges et aux lycées. Dans une logique ascendante, elle défend également une déconcentration plus forte des crédits culturels pour favoriser l'émergence de projets et structures à l'échelle territoriale.
Enfin, en 2016, Sylvie Robert est nommée membre de la Commission nationale de l'informatique et des libertés (CNIL) et du Conseil national de l'enseignement supérieur et de la recherche (CNESER) .
Le 2 octobre 2023, elle est élue vice-présidente du Sénat.